# Ulisses Oliveira
Ulisses Rocha de Oliveira, meglio noto come Ulisses (Belo Horizonte, 25 marzo 1989), è un calciatore brasiliano, centrocampista dell'Anadia.

## Carriera
Ha giocato 7 partite nella massima serie brasiliana.

## Palmarès

### Club

#### Competizioni nazionali
- Campionato lussemburghese: 1

Differdange 03: 2023-2024